# New Zealand's Next Top Model
New Zealand's Next Top Model (NZNTM) là chương trình truyền hình thực tế của New Zealand. 1 nhóm thí sinh trẻ cạnh tranh cho danh hiệu New Zealand's Next Top Model và cơ hội của họ để bắt đầu sự nghiệp của họ trong ngành công người mẫu. Chương trình được phát sóng trên kênh Three.
Chương trình được host bởi cựu người mẫu và người sáng lập quản lí người mẫu 62 Models, Sara Tetro và người chiến thắng sẽ thắng hợp đồng người mẫu với công ty quản lí người mẫu của Sara. Chris Sisarich và Colin Mathura-Jeffree là giám khảo của chương trình. Colin đóng vai trò là một huấn luyện viên catwalk cho các cô gái, giống như J. Alexander trên America's Next Top Model.

## Tóm tắt chương trình
Một nhóm cô gái trẻ sẽ sống trong một căn nhà với nhau và cạnh tranh cho một hợp đồng người mẫu và nhiều giải thưởng khác. Mỗi tuần, các cô gái tham gia vào các thử thách và buổi chụp hình, sau đó một trong số họ sẽ bị loại. Chương trình được dựa trên America's Next Top Model của Tyra Banks. Chương trình bắt đầu ở Mỹ vào năm 2003 và được xem trên màn hình truyền hình New Zealand vào cuối năm 2004. Không giống như độ tuổi của America's Next Top Model là từ 18 - 27, chương trình nhắm mục tiêu vào những đối tượng trẻ có độ tuổi từ 16 - 23.

## Các mùa
| Mùa | Phát sóng           | Quán quân                   | Á quân                               | Các thí sinh theo thứ tự bị loại | Tổng số thí sinh | Điểm đến quốc tế   |
| --- | ------------------- | --------------------------- | ------------------------------------ | --- | ---------------- | ------------------ |
| 1   | 13 tháng 3 năm 2009 | Christobelle Grierson-Ryrie | Laura Scaife                         | Tiffany Butler, Sarah Yearbury, Olivia Murphy, Rhiannon Lawrence, Ajoh Chol, Rebecca-Rose Harvey, Lucy Murphy, Teryl-Leigh Bourke, Victoria Williams, Ruby Higgins, Hosanna Horsfall | 13               | Sydney Los Angeles |
| 2   | 6 tháng 8 năm 2010  | Danielle Hayes              | Michaela Steenkamp                   | Estelle Curd, Jamie Himiona, Aafreen Vaz, Amelia Gough, Lauren Bangs & Eva Duncan, Holly Potton, Nellie Jenkins, Lara Kingsbeer, Dakota Biddle, Courtenay Scott-Hill, Elza Jenkins   | 14               | Phuket             |
| 3   | 10 tháng 6 năm 2011 | Brigette Thomas             | Bianca Cutts-Karaman Rosanagh Wypych | Aminah Mohamed, Holly Reid, Yanna Hampe, Briana Allen, Amber Douglas, Tyne Aitken, Arihana Taiaroa, Aroha Newby, Hillary Cross, A.J. Moore, Issy Thorpe                              | 14               | Abu Dhabi          |